# Roberto Vittori
Roberto Vittori (ur. 15 października 1964 w Viterbo, Włochy) − włoski pilot wojskowy, astronauta Europejskiej Agencji Kosmicznej (ESA), członek korpusu astronautów NASA.
Vittori jest pierwszym europejskim astronautą, który odwiedził Międzynarodową Stację Kosmiczną dwukrotnie i jest ostatnim astronautą spoza USA, który odbył misję w amerykańskim programie wahadłowców STS.

## Wykształcenie oraz służba wojskowa
- 1989 − został absolwentem Akademii Włoskich Sił Powietrznych.
- 1990 − zakończył podstawowy trening lotniczy w bazie Amerykańskich Sił Powietrznych w Reese (Teksas).
- 1995 − został absolwentem amerykańskiej Szkoły Pilotów Doświadczalnych Marynarki Wojennej.
- 1996−1997 − przeszedł szereg kursów we Włoszech i w USA związanych z bezpieczeństwem lotów.

## Kariera astronauty
- 1998 − w lipcu został wybrany do grupy astronautów przez Włoską Agencję Kosmiczną (ASI), następnie dołączył do korpusu astronautów ESA.
- 1998 − w sierpniu, po oddelegowaniu do Centrum Lotów Kosmicznych imienia Lyndona B. Johnsona (JSC), rozpoczął szkolenie podstawowe jako członek 17 grupy astronautów NASA.
- 2000 − zakończył dwuletni kurs podstawowy i zdobył niezbędne kwalifikacje, aby zostać przydzielonym do załogi wahadłowca i pracować na pokładzie Międzynarodowej Stacji Kosmicznej (ISS). W tym czasie podjął obowiązki w Biurze Astronautów NASA.
- 2001 − sierpień, w Centrum Wyszkolenia Kosmonautów im. J. Gagarina przeszedł szkolenie przygotowujące do roli inżyniera pokładowego na statkach Sojuz (w związku z planowaną na rok 2002 wyprawą na ISS).
- 2002 − 5 maja na pokładzie statku Sojuz TM-34 rozpoczął swoją pierwszą misję kosmiczną.
- 2004 − przeszedł następne szkolenie w Centrum Wyszkolenia Kosmonautów (związane z planowaną na rok 2005 kolejną misją do ISS).
- 2005 − 15 kwietnia na pokładzie statku Sojuz TMA-6 rozpoczął drugi lot kosmiczny, w którym pełnił rolę inżyniera pokładowego, biorąc aktywny udział w pilotowaniu statku.
- 2008 − został przeniesiony do JSC w celu kontynuowania szkolenia do przyszłych misji programu STS.
- 2009 − 11 sierpnia wyznaczony został do lotu STS-134 jako specjalista misji[1].
- 2011 − 16 maja rozpoczął swój trzeci lot kosmiczny w misji STS-134.

Stowarzyszenie Uczestników Lotów Kosmicznych (Association of Space Explorers) przyznało mu Universal Astronaut Insignia za lot orbitalny (nr 415).

## Wykaz lotów
| Loty kosmiczne, w których uczestniczył Roberto Vittori                     | Loty kosmiczne, w których uczestniczył Roberto Vittori | Loty kosmiczne, w których uczestniczył Roberto Vittori | Loty kosmiczne, w których uczestniczył Roberto Vittori | Loty kosmiczne, w których uczestniczył Roberto Vittori | Loty kosmiczne, w których uczestniczył Roberto Vittori | Loty kosmiczne, w których uczestniczył Roberto Vittori |
| Lp.                                                                        | Data startu                                            | Statek kosmiczny                                       | Data lądowania                                         | Statek kosmiczny                                       | Funkcja                                                | Czas trwania                                           |
| -------------------------------------------------------------------------- | ------------------------------------------------------ | ------------------------------------------------------ | ------------------------------------------------------ | ------------------------------------------------------ | ------------------------------------------------------ | ------------------------------------------------------ |
| 1                                                                          | 25 kwietnia 2002                                       | Sojuz TM-34                                            | 5 maja 2002                                            | Sojuz TM-33                                            | Inżynier pokładowy Sojuza                              | 9 dni 21 godzin 25 minut i 5 sekund                    |
| 2                                                                          | 15 kwietnia 2005                                       | Sojuz TMA-6                                            | 24 kwietnia 2005                                       | Sojuz TMA-5                                            | Inżynier pokładowy Sojuza                              | 9 dni 21 godzin 22 minuty i 2 sekundy                  |
| 3                                                                          | 16 maja 2011                                           | STS-134 Endeavour F-25                                 | 1 czerwca 2011                                         | STS-134 Endeavour F-25                                 | Specjalista misji                                      | 15 dni 17 godzin 38 minut i 23 sekundy                 |
| Łączny czas spędzony w kosmosie – 35 dni, 12 godzin, 25 minut i 30 sekund. |                                                        |                                                        |                                                        |                                                        |                                                        |                                                        |